# 2627 Churyumov
2627 Churyumov (1978 PP3) là một tiểu hành tinh vành đai chính được phát hiện ngày 8 tháng 8 năm 1978 bởi Chernykh, N. ở Nauchnyj.